# روبرت فيسك (ممثل)
روبرت فيسك (بالإنجليزية: Robert Fiske)‏ مواليد 20 أكتوبر 1889 في غريغسفيل، ميزوري - الوفاة 12 سبتمبر 1944 في لوس أنجلوس، كاليفورنيا، هو ممثل أمريكي شارك في قرابة 66 فيلما. من أعماله باتمان.

## روابط خارجية
- روبرت فيسك على موقع IMDb (الإنجليزية)
- روبرت فيسك على موقع أول موفي (الإنجليزية)
- روبرت فيسك على موقع قاعدة بيانات برودواي على الإنترنت (الإنجليزية)
- روبرت فيسك على موقع قاعدة بيانات الفيلم (الإنجليزية)